# Kutzenhausen, Augsburg
Kutzenhausen là một đô thị in Augsburg County bang Bayern nước Đức. Đô thị Kutzenhausen, Augsburg có diện tích 27,93 km², dân số thời điểm ngày 31 tháng 12 năm 2006 là 2518 người.